# Pocket PC

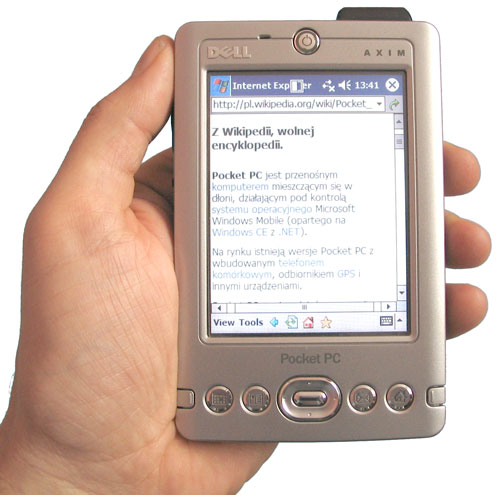
Pocket PC

Microsofts operativsystem Pocket PC var avsett för handdatorer. Det användes av bland annat Hewlett-Packard, Dell och Toshiba.